# Sybra flavipennis
Sybra flavipennis es una especie de escarabajo del género Sybra, familia Cerambycidae. Fue descrita científicamente por Breuning en 1942.
Habita en isla de Borneo, isla de Molucas y Malasia. Mide 7,8-9 mm. El período de vuelo de esta especie ocurre en enero, septiembre y noviembre.